# Nejvyšší řád renesance
Nejvyšší řád renesance je druhé nejvyšší státní vyznamenání Jordánského království. Založen byl roku 1917 emírem Husajnem ibn Alím al-Hášimím.

## Historie
Řád byl založen roku 1917 šarifem a emírem Mekky Husajnem ibn Alím al-Hášimím. Podle korespondence z roku 1924 mezi British Foreign Office a jejich agentem v Džiddě byl řád založen na paměť arabské revolty proti Turkům. První distribuce byla vydána 15. dubna 1918, kdy se šarif Husajn ibn Alí al-Hášimí sám prohlásil králem. Existuje předpoklad, že byl řád založen za účelem ocenění lidí, kteří sehráli významnou roli během revoluce. Když byl Husajnův nástupce Alí ibn Husajn svržen sultánem z Nadždu, pokračoval v udílení řádu jeho syn Abdalláh I. jako emír Zajordánska. V roce 1925 se tak řád stal jordánským řádem a v jeho udílení bylo pokračováno i po roce 1948, kdy získalo Jordánsko nezávislost.

## Pravidla udílení
Nejvyšší třídy řádu jsou obvykle vyhrazeny hlavám států. Třída velkodůstojníka se udílí princům z královských rodin, šlechticům a předsedům vlád. Další třídy se udílí dle společenského postavení příjemce.

## Insignie
Řádový odznak se skládá z dvojité šestihranné stříbrné hvězdy. Uprostřed je velký kulatý zlatý medailon s širokým červeně smaltovaným kruhem při vnějším okraji, který je zlatě lemován a v němž je zlatý nápis v arabském písmu. Nápis uvádí název řádu a rok 1334 A. H. Uprostřed medailonu je další nápis v arabštině a dvě zkřížené jordánské vlajky. Ke stuze je odznak připojen pomocí přechodového prvku ve tvaru jordánské vlajky korunované zlatou královskou korunou. V případě speciální třídy velkostuhy s brilianty je odznak navíc zdoben brilianty.
Řádová hvězda má shodný tvar s odznakem, je pouze větší.
Od svého založení do roku 1952 tvořily stuhu tři stejně široké pruhy v barvě černé, zelené a bílé s tenkým červeným pruhem uprostřed. Od roku 1952 tvoří stuhu tři stejně široké pruhy v barvě černé, bílé a zelené s úzkým červeným pruhem uprostřed. Svým barevným provedením tak odpovídá jordánské státní vlajce.

## Třídy
Řád je udílen v pěti řádných a jedné speciální třídě. K řádu náleží také medaile.
- velkostuha s brilianty

velkostuha
velkodůstojník
komtur
důstojník
rytíř
- medaile

- velkostuha
- velkodůstojník
- komtur
- důstojník
- rytíř